# Усть-Белая
Усть-Белая — село в Анадырском районе Чукотского автономного округа России. Образует сельское поселение Усть-Белая.

## Географическое положение
Расположено на берегу реки Анадырь, напротив впадения р. Белой, на северном склоне горы Гынрырэтык (с чукот. — «охраняющая»). Расстояние до окружного центра составляет ок. 213 км.

## История
Село основано в конце XIX века выходцем из села Марково Никулиным В. З. К 1900 году сюда переехали ок. 20 семей из близлежащих стойбищ. В тому времени здесь образовалась богатая ярмарка, куда приезжали и иностранные торговцы. В 1927 году открылась начальная школа, в следующем году — медпункт. В 1930 году в Усть-Белой был образован колхоз «им. Первого Ревкома Чукотки». В 1986 году в селе был воздвигнут памятник первым ревкомовцам Чукотки.
С 1930 по 1935 гг. Усть-Белая была административным центром Анадырского района.

## Население
| 2002 | 2010 | 2011 | 2012 | 2013 | 2014 | 2015 |
| ---- | ---- | ---- | ---- | ---- | ---- | ---- |
| 899  | ↘856 | ↘847 | ↘823 | ↘819 | ↘805 | ↘796 |
| 2016 | 2017 | 2018 | 2021 | 2023 |      |      |
| ↘787 | ↘777 | ↗780 | ↘668 | ↘621 |      |      |

## Описание села
В Усть-Белой есть средняя школа, школа искусств, детский сад, почта, узел связи, магазин, пекарня, гостиница. Метеостанция «Мухоморная».
Действующий Православный Храм Казанской иконы Божией Матери.
Село — центральная усадьба крупного оленеводческого хозяйства.
Из-за своего расположения село страдает от паводков. В 1962 году Усть-Белая была затоплена в течение 30 дней.
Улицы села: Анадырская, Берзиня, Куркутского, Набережная, Полярная.

## Транспорт
Завоз грузов происходит в период летней навигации речным транспортом. Пассажирские перевозки осуществляются воздушным путём посредством рейсового вертолёта, время полёта ок. 1.5 часов, а также теплоходом (2-3 суток).

## Сотовая связь
В конце 2011 года запущена сеть мобильной связи «Мегафон».

## Археология и палеогенетика
В районе села на сопке найден уникальный древнеюкагирский могильник, который дал материал по археологической культуре, названной впоследствии усть-бельской. Рядом с могильником по берегам реки обнаружено несколько неолитических стоянок.